# Harmsia
Harmsia  es un género botánico de plantas con flores con cinco especies perteneciente a la familia de las  Malvaceae. Es originario de África.  El género fue descrito por Karl Moritz Schumann y publicado en Die Natürlichen Pflanzenfamilien, Gesamtregister  Nachtr. II-IV: 240, en el año 1897. La especie tipo es Harmsia sidoides K.Schum.

## Especies
| - Harmsia lepidota - Harmsia sidoides |